# کوه پورفیری
کوه پورفیری یک قله کوه با ارتفاع ۶۳۷۵ فوتی (۱۹۴۳ متری) است که در کوه‌های رانگل، در ایالت آلاسکا ایالات متحده واقع شده‌است.
این قله به دلیل وجود یخچال صخره ای در دامنه شمالی آن قابل توجه است. این کوه به این دلیل نامگذاری شده‌است که عمدتاً از پورفیری تشکیل شده‌است که یک سنگ آذرین بسیار سخت است. نام محلی این کوه در سال ۱۹۰۸ توسط سازمان زمین‌شناسی ایالات متحده گزارش شد.
بر اساس طبقه‌بندی آب و هوای کوپن، کوه پورفیری در یک منطقه آب و هوایی نیمه قطبی با زمستان‌های طولانی، سرد، برفی و تابستان‌های خنک واقع شده‌است.